# یواس‌اس پدل (اس‌اس-۲۶۳)
یواس‌اس پدل (اس‌اس-۲۶۳) (به انگلیسی: USS Paddle (SS-263)) یک زیردریایی بود که طول آن ۳۱۱ فوت ۹ اینچ (۹۵٫۰۲ متر) بود. این زیردریایی در سال ۱۹۴۲ ساخته شد.